# Januška Gostenčnik
Januška Gostenčnik, slovenska jezikoslovka, 1981, Ljubljana.

## Življenje
Po zaključku Gimnazije Poljane, smer klasična gimnazija, se je vpisala na študij dvopredmetnega študijskega programa hrvaški, srbski in makedonski jezik in primerjalno slovansko jezikoslovje na Filozofski fakulteti Univerze v Ljubljani. V študijskem letu 2008/2009 je prejemala štipendijo Ustanove patra Stanislava Škrabca. Diplomirala je z diplomskima nalogama Ledinska imena v k. o. Ribnica pri Alenki Šivic-Dular in Prevoditeljska rješenja na primjeru suvremene bosansko-hercegovačke proze pri Đurđi Strsoglavec. Leta 2009 je vpisala Interdisciplinarni doktorski študij Humanistike in Družboslovja (področje jezikoslovje, smer zgodovinsko jezikoslovje) na Filozofski fakulteti v Ljubljani in se zaposlila kot mlada raziskovalka v Dialektološki sekciji Inštituta za slovenski jezik Frana Ramovša ZRC SAZU v Ljubljani. Doktorirala je z doktorsko disertacijo Izoglose na stiku slovenskega kostelskega narečja in kajkavskega goranskega narečja pod mentorstvom Alenke Šivic-Dular in somentorstvom Jožice Škofic ter leta 2014 pridobila naziv doktorica znanosti.
Dela kot raziskovalka na Oddelku za dialektologijo Inštituta za slovenski jezik Frana Ramovša ZRC SAZU. Pedagoško deluje na Fakulteti za humanistiko Univerze v Novi Gorici. V okviru svojega raziskovalnega dela se posveča slovenski dialektologiji in geolingvistiki, sodeluje pri delu za Slovenski lingvistični atlas (SLA), od leta 2009 je članica delovne skupine Mednarodne komisije za pripravo Slovanskega lingvističnega atlasa (OLA). Je vodja raziskovalnih projektov, v ospredju katerih je raziskava govorov na robu slovenskega jezikovnega območja.

## Dela
Njena dela obsegajo članke in prispevke na različnih domačih in tujih konferencah. Je tudi avtorica znanstvene monografije.

### Monografija
Krajevni govori ob Čabranki in zgornji Kolpi
V monografiji so predstavljeni krajevni govori v Sloveniji in na Hrvaškem, ki jih še najbolje umestimo z oznako, da ležijo ob reki Čebranki in v zgornjem toku reke Kolpe, del njih pa leži v Gorskem kotarju na Hrvaškem. Obravnavani govori so v tradicionalni slovenski dialektologiji uvrščeni v severni del kostelskega narečja, ki je del dolenjske narečne skupine slovenskega jezika. Takoj za državno mejo, na Hrvaškem, pa obravnavane govore hrvaška dialektologija uvršča v zahodno goransko podnarečje goranskega narečja kajkavske narečne skupine hrvaškega jezika. Območje obravnavanih govorov namreč kljub državni meji kot politični ločnici predstavlja jezikovnozgodovinski kontinuum, kar se danes odraža zlasti v jezikovno-narečni podobi krajevnih govorov. S predstavitvijo starejših jezikovnih pojavov, ki so služili kot definicijski kriteriji, se je dalo obravnavane »hrvaške« govore uvrstiti v dolenjsko narečno ploskev slovenskega jezika in tako dokazati njihovo avtohtonost na tem območju. S pomočjo mlajših jezikovnih pojavov se je obravnavane govore ločilo od ostalih okoliških narečij dolenjske narečne ploskve in nadalje klasificiralo znotraj govorov samih. Za krajevne govore ob Čebranki in zgornji Kolpi se je izkazalo, da jih moremo izločiti iz kostelskega narečja slovenskega jezika, kamor so tradicionalno uvrščeni, saj se od kostelskih govorov tako izrazito razlikujejo, da zahtevajo status samostojnega narečja - poimenovali smo ga čebranško narečje po reki Čebranki. Čebranškim sosednji govori na hrvaški strani državne meje, jezikoslovno gledano, niso del kajkavske narečne skupine hrvaškega jezika, temveč so po svojih lastnostih enaki govorom čebranškega narečja, zato so tja tudi uvrščeni.

### Članki

#### Kostelsko narečje
Prispevek obravnava kostelsko narečje dolenjske narečne skupine, ki leži ob zgornjem toku reke Kolpe ter v Gorskem kotarju na Hrvaškem. Zemljepisno-zgodovinskemu orisu območja sledi jezikoslovni opis krajevnih govorov, in to na osnovi obširnega gradiva, ki je bilo v večji meri (prvič) na novo zbrano. Podani so glavni glasoslovni kriteriji, ki utemeljujejo uvrstitev krajevnih govorov na Hrvaškem med govore slovenskega jezika. Posebej je izpostavljen govor kraja Blaževci, in sicer zaradi njegove neposredne geografske bližine, predvsem pa zaradi tega, ker je znotraj recentne hrvaške dialektologije interpretiran kot zahodno goranski govor, čemur bom oporekala. Narečni inventar vključuje vse foneme obravnavanih krajevnih govorov znotraj kostelskega narečja. Narečna distribucija teh fonemov je prikazana v obliki narečnega gradiva iz posameznih krajevnih govorov.

#### Morphonological alternations in the local dialect of Ravnice(SLA T411) from Slavic comparative perspective
V prispevku so predstavljeni morfonologija oz. oblikoglasje in vrste alternacij. Znotraj sinhronega jezikoslovja so vsakršne spremembe znotraj osnove oz. na morfemskem šivu leksema pri pregibanju, v oblikotvorju ali besedotvorju poimenovane s skupno besedo – premena oz. alternacija. Ta je glede na alternant lahko samoglasniška ali soglasniška. Prepoznavo alternantov morfonema in določitev izhodiščne osnove leksema nam omogoča le diahron pogled na jezik oz. na glasovne spremembe, ki so v njem potekale v točno določenih časovnih obdobjih in vedno sistemsko. Šele delovanje analogije in standardizacijski posegi v jezik lahko zabrišejo jasno sliko. Sistematizacija alternacij je zato pri obravnavi nekega jezikovnega sistema potrebna pri vzpostavitvi tipologije teh sprememb in aplikacija le-te na morebitne nove ali do sedaj neznane lekseme. Na primeru krajevnega govora Ravnic, vključen v mrežo Slovenskega lingvističnega atlasa (SLA T411), so na izbranem vzorcu prikazane oblikoglasne premene na paradigmatski osi. Narečno gradivo je določeno znotraj morfonološko nezaznamovanih sklanjatvenih vzorcev oz. morfonološko zaznamovanih sklanjatvenih vzorcev. Pokažemo, da so samoglasniške premene predvsem posledica
naglasnih sprememb. Za netonemske govore je sinhroni prikaz samoglasniških alternacij dobrodošel sistem, ki omogoči vpogled v to, katera osnova je postala dominantna znotraj posamezne paradigme. Kvaliteta, predvsem pa kvantiteta samoglasnika pričata o nekdanjih naglasnih mestih in (lahko) tonemu ter morebitnih kasnejših naglasnih premikih. S primerjavo samoglasniških premen se je v krajevnem govoru Ravnic našlo odraze praslovanskega naglasnega tipa d, kar je za južnoslovenski tip govorov tudi pričakovano. Jasno so razvidne tendence prehajanja samostalnikov moškega, srednjega in ženskega spola akcentske paradigme b proti c. Pokazalo se je, da ima lahko prisotnost premene oz. njena odsotnost leksikalni pomen oz. pomenskorazlikovalno funkcijo.

#### Govor kraja Banja Loka (SLA T283) (po gradivu za SLA)
V prispevku je predstavljen govor kraja Banja Loka, ki sinhrono gledano spada v kostelsko narečje dolenjske narečne skupine. Govor je vključen v mrežo krajev Slovenskega lingvističnega atlasa (SLA T283). Namen prispevka je predvsem narediti urejen pregled gradiva, ki ga je leta 1983 zbrala in zapisala Milojka Glavič-Štampfl, v obliki fonološkega opisa in predstaviti nekatere problematične vidike omenjenega govora, in sicer predvsem različna refleksa za stalnodolgi in kratkoakutirani jat v nezadnjem besednem zlogu ter refleks stalnodolgega o.

#### Umik novega dolgega akuta v slovenskih narečjih
Pri obravnavi je bil v ospredju zanimanja umik novega dolgega akuta. Analizirano je narečno gradivo iz krajevnih govorov, ki ta umik izkazujejo, in sicer so to govori čabranškega narečja, kostelskega narečja in severnobelokranjskega narečja dolenjske narečne skupine ter eden od govorov poljanskega narečja. Obravnava je pokazala, da je v govorih prišlo bodisi do sovpada akutiranega in cirkumflektiranega tonema, čemur je sledila izguba tonemskih opozicij, temu je sledil umik, bodisi do metonimije akuta v cirkumfleks v poljanskem govoru, nato še do regularnega umika cirkumfleksa. Izpostavljeni so še drugi govori poljanskega narečja, ki izkazujejo metonimijo akuta v cirkumfleks.